# Bouillon (Pirenei Atlantici)
Bouillon è un comune francese di 144 abitanti situato nel dipartimento dei Pirenei Atlantici nella regione della Nuova Aquitania.

## Società

### Evoluzione demografica
Abitanti censiti